# Acacia cookii
Acacia cookii är en ärtväxtart som beskrevs av William Edwin Safford.
Acacia cookii ingår i släktet akacior och familjen ärtväxter. Inga underarter finns listade i Catalogue of Life.